# Исланд на Европском првенству у атлетици у дворани 2013.
Исланд је учествовао на 32. Европском првенству у дворани 2013 одржаном у Гетеборгу, Шведска, од 28. фебруара до 3. марта. Ово је било двадесет прво европско првенство у дворани од 1972. године од када је Исланд први пут учествовао. Репрезентацију Исланда представљала су два такмичара (1 мушкарац и 1 жена) који су се такмичили у две дисциплине.
На овом првенству Исланд није освојио ниједну медаљу нити је постигнут неки рекорд.

## Учесници
| Мушкарци: - Kolbeinn Hödur Gunnarsson — 400 м | Жене: - Анита Хинриксдотир — 800 м |  |

## Резултати

### Мушкарци
| Атлетичар                 | Дисциплина | Лични рекорд | Квалификације | Квалификације | Полуфинале           | Полуфинале           | Финале               | Финале       | Детаљи |
| Атлетичар                 | Дисциплина | Лични рекорд | Резултат      | Место         | Резултат             | Место                | Резултат             | Место        | Детаљи |
| ------------------------- | ---------- | ------------ | ------------- | ------------- | -------------------- | -------------------- | -------------------- | ------------ | ------ |
| Kolbeinn Hödur Gunnarsson | 400 м      | 48,03        | 48,88         | 6. у гр. 2    | Није се квалификовао | Није се квалификовао | Није се квалификовао | 20 / 21 (23) |        |

### Жене
| Атлетичарка        | Дисциплина | Лични рекорд | Квалификације | Квалификације | Полуфинале | Полуфинале | Финале                | Финале       | Детаљи |
| Атлетичарка        | Дисциплина | Лични рекорд | Резултат      | Место         | Резултат   | Место      | Резултат              | Место        | Детаљи |
| ------------------ | ---------- | ------------ | ------------- | ------------- | ---------- | ---------- | --------------------- | ------------ | ------ |
| Анита Хинриксдотир | 800 м      | 2:03,27 НР   | 2:04,72 КВ    | 3. у гр. 3    | 2:04,72    | 5. у гр. 2 | Није се квалификовала | 11 / 13 (16) |        |